# Каламандрана
Каламандрана (італ. Calamandrana, п'єм. Calamandran-a) — муніципалітет в Італії, у регіоні П'ємонт,  провінція Асті.
Каламандрана розташована на відстані близько 470 км на північний захід від Рима, 65 км на південний схід від Турина, 21 км на південний схід від Асті.
Населення — 1767 осіб (2014).

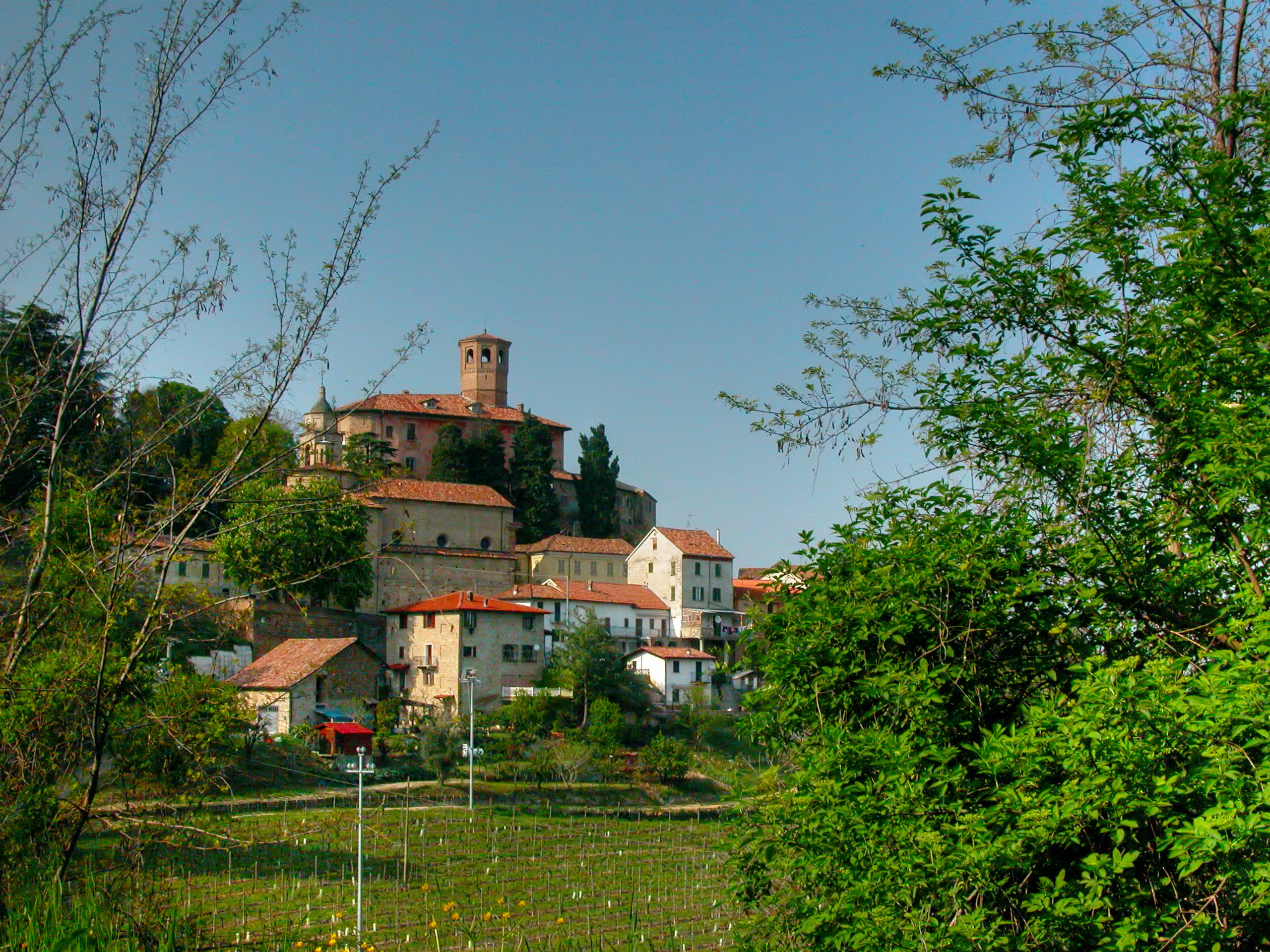

Щорічний фестиваль відбувається 7 серпня. 

## Демографія
Населення за роками:

Станом на 1 січня 2023 року в муніципалітеті офіційно проживало 170 іноземців з 32 країн, серед них 57 громадян країн Євросоюзу та 5 громадян України.

## Сусідні муніципалітети
- Канеллі
- Кассінаско
- Кастель-Больйоне
- Ніцца-Монферрато
- Роккетта-Палафеа
- Сан-Марцано-Олівето